# Военная энциклопедия Сытина
Военная энциклопедия Сытина (официальное название — «Военная энциклопедия») — многотомная энциклопедия по военной тематике, издававшаяся Иваном Дмитриевичем Сытиным в 1911—1915 годах и в итоге оставшаяся неоконченной.

## История издания
Издавалась книгоиздательским товариществом И. Д. Сытина с 1911 по 1915 год под редакцией полковника Генерального штаба В. Ф. Новицкого. По причине Первой мировой войны и последующей Октябрьской революции издание осталось не завершено; всего вышло 18 томов, последнее слово 18-го тома — Порт-Артур.
На одной из вклеек 18-го тома есть несколько портретов, которые предназначались для тома девятнадцатого, причём под портретами указаны конкретные страницы, на которых эти статьи должны были быть размещены; это говорит о том, что 19-й том был не только написан, но и уже свёрстан.
Каждый том сопровождался большим количеством схем, географических и топографических карт, планов, портретов и рисунков, включённых как в основной текст, так и расположенных на вклейках.

## Состав редакции
В работе над энциклопедией принимали участие многие ведущие военные специалисты России, среди них особо выделяются генерал-майор А. Н. Апухтин, генерал-лейтенант М. М. Бородкин, генерал-майор И. И. Защук, капитан 2-го ранга П. И. Белавенец, полковник Н. М. Затворницкий, полковник П. Н. Краснов, генерал-лейтенант А. П. Михневич, полковник А. Е. Снесарев, капитан В. К. Судравский и многие другие.
Композиционно энциклопедия составлена по алфавиту статей, однако составители выделили четыре главных отдела по содержанию энциклопедии, и соответственно редакцию этих отделов возглавляли:
- Первый отдел — специальных военных знаний — полковник В. Ф. Новицкий, помощник редактора — полковник А. В. Геруа. Этот отдел занимался освещением следующих областей военного дела: стратегия, тактика, военная история, военная статистика, военная география, военная топография, воспитание и обучение войск, сведения о вооружённых силах иностранных государств.
- Второй отдел — военно-технических знаний и специальных родов войск — подполковник А. В. фон Шварц, его помощники — полковник Р. И. Башинский и Н. Е. Духанин. Сотрудники этого отдела готовили статьи об артиллерии, стрельбе, баллистике, взрывчатых веществах, материальной части артиллерии, ручном оружии, военно-инженерном деле, фортификации, крепостной войне, минном деле, электротехнике, воздухоплавании, железнодорожном и автомобильном деле, военно-инженерной организация русской армии и иностранных государств, инженерных частях.
- Третий отдел — общих военных знаний — полковник В. А. Апушкин, помощник редактора — полковник Н. П. Вишняков. В ведении этого отдела находилась подготовка статей о военной администрации, военном праве и законодательстве, военном хозяйстве и службе тыла, военно-санитарном деле, спорте и военной литературе; также они занимались составлением и написанием статей о выдающихся военных деятелях и учёных, писателях, художниках, посвятивших свои труды исследованию вопросов, связанных с военным делом, и изображению в литературе и искусстве войны, военного быта армии и флота и их героев.
- Четвёртый отдел — военно-морских знаний — капитан 2-го ранга Г. К. фон Шульц, его помощники — полковник Н. Л. Кладо и подполковник Н. Н. Кутейников. Здесь была сосредоточена работа о статьях, посвящённых всем областям военно-морского дела.

## Содержание томов
Выходные данные томов указаны согласно титульным листам. Содержание томов (выделенное курсивом) на титульных листах не указано.
- Том 1 А (метка английского Ллойда) — Алжирия. СПб., 1911 (на обложке указан 1910 г.)
- Том 2 Алжирские экспедиции — Аракчеев, Алексей Андреевич. СПб., 1911 (на обложке указан 1910 г.)
- Том 3 Аральская флотилия — Афонское сражение. СПб., 1911
- Том 4 Б (Blanc) порох — Бомба. СПб., 1911
- Том 5 Бомбарда — Верещагин, Александр Васильевич. СПб., 1911
- Том 6 Верещагин, Василий Васильевич — Воинская повинность. СПб., 1912
- Том 7 Воинские начальники уездные — Гимнастика военная. СПб., 1912
- Том 8 Гимры — Двигатели судовые. СПб., 1912
- Том 9 Двинский 91-й пехотный полк — Елец, Юлий Лукианович. СПб., 1912
- Том 10 Елизавета Петровна — Инициатива. СПб., 1912
- Том 11 Инкерман — Кальмар-зунд. СПб., 1913
- Том 12 Кальяри — Кобелев, Александр Павлович. СПб., 1913
- Том 13 Кобленц — Круз, Александр Иванович. СПб., 1913
- Том 14 Круковский, Феликс Антонович — Линта. СПб., 1914
- Том 15 Линтулакс — Минный отряд Балтийского флота. СПб., 1914
- Том 16 Минный офицерский класс — Нисса. СПб., 1914
- Том 17 Нитроглицерин — Патруль. Пг., 1914
- Том 18 Паукер, Герман Егорович — Порт-Артур. Пг., 1915